# Circonscription de Maribyrnong
La circonscription de Maribyrnong est une circonscription électorale australienne dans la banlieue nord-ouest de Melbourne au Victoria. La circonscription est créée en 1906. Elle porte le nom de la rivière qui la traverse.
Elle s'étend sur les quartiers de Moonee Ponds, Essendon, Tullamarine, Airport West, Sunshine et Brooklyn. Par suite des redécoupages, la circonscription a migré lentement vers l'ouest. Elle couvrait au départ les quartiers de Footscray et de Melbourne Nord. 
Elle est un siège assuré pour le Parti travailliste. 

## Représentants
| Nom              | Parti            | Période de mandat |
| ---------------- | ---------------- | ----------------- |
| Samuel Mauger    | Protectionniste  | 1906–1909         |
| Samuel Mauger    | Commonwealth     | 1909–1910         |
| James Fenton     | Travailliste     | 1910–1931         |
| James Fenton     | United Australia | 1931–1934         |
| Arthur Drakeford | Travailliste     | 1934–1955         |
| Philip Stokes    | Libéral          | 1955–1969         |
| Moss Cass        | Travailliste     | 1969–1983         |
| Alan Griffiths   | Travailliste     | 1983–1996         |
| Bob Sercombe     | Travailliste     | 1996–2007         |
| Bill Shorten     | Travailliste     | 2007–en cours     |